# Cladonia stellaris

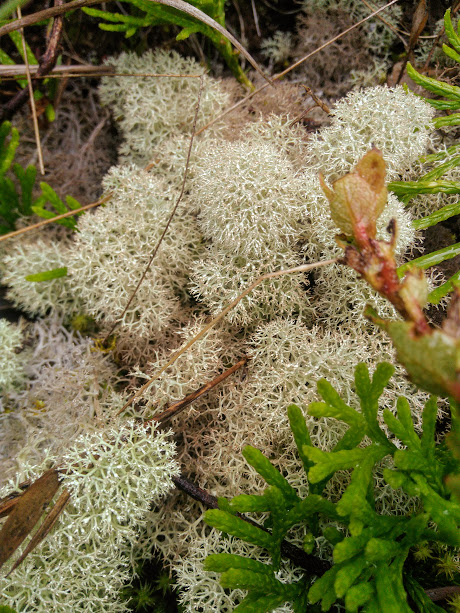
Cladonia stellaris en Duitama, Boyacá, Colombia

Cladonia stellaris es un tipo de liquen en forma de bola, fijo al sustrato, con un color verdoso claro, amarillo pálido o blanquecino. Las ramas son delgadas y sección circular. Está muy ramificado. Tiene una altura de unos 10 cm 
 
Se distribuye desde las regiones árticas hasta la región mediterránea. Muy rara en la Península ibérica.
Se le puede confundir con la especie Cladonia portentosa (Dufour) Coem. aunque esta última no tiene un contorno redondeado.